# Urvaste
Urvaste (em estoniano:  Urvaste vald) é um município rural estoniano localizado na região de Võrumaa.